# Nová Ľubovňa
Nová Ľubovňa je obec na Slovensku v okrese Stará Ľubovňa. Žije zde přibližně 3 000 obyvatel.První písemná zmínka o obci pochází z roku 1308.
V místní části Ľubovňanské kúpele jsou lázně.

## Poloha
Nová Ľubovňa leží v severozápadní části geomorfologického celku Spišsko-šarišského mezihoří, v jeho podcelku Jakubanská brázda, u soutoku říčky Jakubianky s Kolačkovským potokem, v údolí na rozšířené nivě a terasách Jakubianky. Jakubanskú brázdu, kde leží i Jakubany či Šambron, na jihozápadě svírají Levočské vrchy, na severovýchodě Hromovec, pod Starou Ľubovňou na Jakubanskou brázdu navazuje Ľubovňanská kotlina, na východě sahá po rozvodnici mezi povodím Popradu a Torysy.

## Partnerské obce
- Zašová, Česko
- Łącko, Polsko
- Claußnitz, Německo